# Orden Bene Merenti
De Orden Bene Merenti werd op 9 augustus 1932 door Friedrich van Hohenzollern-Sigmaringen, de chef van het Huis Hohenzollern-Sigmaringen ingesteld. De vorst, een telg uit een voorheen regerend geslacht, was volgens geldend orderecht gerechtigd om een dergelijke ridderorde in te stellen.
Zoals de naam "Bene Merenti" al aangeeft zou het om goede werken, dus liefdadigheid moeten gaan. Duitsland was door een zware economische crisis getroffen en er zou naast de Johanniterorde ruimte en behoefte zijn voor een tweede charitatieve ridderlijke orde.
De vorst dacht aan een orde met graden als Ereleden (de prinsen uit zijn huis), Rechtsridders, Commandeurs en Ereridders. Er zouden ook Ridders, Eredames, Rechtsdames en Dames zijn. De vorst en zijn echtgenote zouden de "Herrenmeister" en "Damenmeisterin" zijn. In de statuten waren ook ontwerpen voor kruisen opgenomen. De vier stichters, de vorst en vorstin en twee familieleden, lijken zich in januari 1933 te hebben bedacht. Zij hebben dozen vol versierselen laten maken en misschien ook een rechtsridder benoemd maar het project werd afgeblazen op het moment dat de NSDAP van Hitler de macht overnam.
Hitler verbood de Duitse vorsten om hun huisorden nog langer aan Duitse onderdanen te verlenen. Het project bleef daarom in de voorbereiding steken. Een lid van het Huis Hohenzollern-Sigmaringen, de Roemeense koning Carol II stichtte op 15 december 1935 op zijn beurt een Koninklijke Bene Merenti Orde of "Bene Merenti Orde van het Regerende Huis" met vier graden voor heren en drie graden voor dames. Deze orde bestond tot 8 maart 1940 en werd toen een charitatieve Roemeense "Orde van Sint-Jan".
Roemenië was in die dagen een dictatuur met fascistische trekken en de wettelijke regels werden door de autoritaire koning niet in acht genomen. De koning handelde waar het zijn ordestichtingen en verleningen betreft liefst Proprio Motu en dus zonder inmenging van parlement en ministers.
Er kwamen vier graden voor heren en drie voor dames. In een decreet van 26 november 1937 werden de optionele zwaarden aan de orde toegevoegd.
De versierselen in Roemenië geleken sterk op de Hohenzollern-versierselen.
Op 6 september 1940 moest Carol II aftreden. De nieuwe sterke man in Roemenië, Maarschalk Ion Antonescu heeft de ongrondwettig gestichte orden van Carol II weer afgeschaft.

## De graden van de Orde Bene Merenti
Op 9 augustus 1932 werd een aantal graden ingesteld. In 1935, 1941 en 1951 werden de graden aangepast.
- 1. De Vorst als "Herrenmeister"
- 2. Ereleden uit het Vorstelijk Huis (Duits: "Ehrenmitgliedern aus Unserem Fürstlichen Hause"[2])
- 3. Commandeurs (Duits: "Komturen")
- 4.Rechtsridders (Duits: "Rechtsrittern")
- 5.Ereridders (Duits: "Ehrenrittern")
- 6.Ridders (Duits: "Rittern")

In 1941 werden Kruisen der Ie, IIe, IIIe en IVe Klasse aan de orde toegevoegd.
De versierselen voor dames waren aan de orde verbonden. De statuten van 1932 gebruikten het woord "Angegliedert".
- 1. De Herrenmeisterin (Duits: "Der Herrenmeisterin, Die Fürstin v. Hohenzollern-Sigmaringen")
- 2. De ereleden (Duits: "Ehrenmitgliedern, Die Prinzessinnen Unseres Hauses")
- 3. Dames van Justitie (Duits: "Justizdamen")
- 4. Eredames (Duits: "Ehrendamen")
- 5. Dames (Duits: "Damen")

## De versierselen van de Orden Bene Merenti
De Hohenzollernse orde heeft de volgende versierselen laten maken.

### Onderscheidingstekens voor heren
- Halskruis met kroon en trofee

Bestemd voor de "Herrenmeister" 1932
- Ster van de Herrenmeister
- Halskruis met kroon, zwaarden en trofee
- Grootkruis van de Grootmeester

Een halskruis met kroon 1935
- Ster van de Grootmeester
- Grootkruis met kroon 1941
- Ster van een Grootkruis met de Zwaarden 1941
- Kruis van de Ereleden uit het Huis Hohenzollern 1932
- Grootkruis met de Zwaarden 1941
- Klein kruis voor de prinsen van Hohenzollern 1941
- Klein kruis met de zwaarden voor de prinsen van Hohenzollern 1941
- Commandeurskruis met kroon en stralen 1932
- Kruis der Ie Klasse 1932

Een klein halskruis met kroon
- Kruis der Ie Klasse met de Zwaarden 1941

Een klein halskruis met kroon en zwaarden
- Kruis van een Rechtsridder 1932

Een halskruis met stralen
- Kruis van een Ereridder 1932

Een halskruis zonder stralen
- Kruis der IIe Klase 1935
- Kruis der IIe Klasse met de Zwaarden 1941
- Ridderkruis 1935

Een niet geëmailleerd zilveren steckkreuz
- Kruis der IIIe Klasse 1935

Een niet geëmailleerd zilveren steckkreuz
- Kruis der IVe Klasse met Zwaarden 1941

Een zilveren kruis aan een lint
- Kruis der IVe Klasse met Kroon 1941
- Kruis der IVe Klasse met Kroon en Zwaarden 1941

### Onderscheidingstekens voor dames
- Kruis met kroon en stralen van de Herrenmeisterin 1935

In 1935 omgedoopt in groot erekruis en in 1941 in Ie Klasse.
- Kruis der Ie Klasse met kroon 1941
- Kruis van de ereleden en Dames van Justitie 1932

Een kruis zonder kroon maar met stralen, In 1935 omgedoopt in Ie Klasse, in 1941 in IIe Klasse.
- Kruis van de Eredames

In 1935 omgedoopt in de IIe Klasse en in 1941 de IIIe Klasse.
- Dameskruis 1932

In 1935 werd dit niet geëmailleerde kruis de IIIe Klasse en in 1941 de IVe Klasse
- Kruis der IVe Klasse met kroon 1941

De versierselen duiken geregeld op op veilingen en brengen daar bescheiden bedragen op. De hoogste, voor de vorstelijke familie gedachte versierselen kosten tussen de 2000 en 3000 euro maar de lagere graden, zij zijn van minder kostbaar materiaal, brengen veel minder op.

## De Bene Merenti Orde als pseudo orde
De vorsten van Hohenzollern hebben geen bemoeienis meer met de Bene-Merenti Orde en de orde is niet aangemeld bij het Registre des Ordres de Chevalerie en het Rapport de la Commission Internationale d’Etudes des Ordres de Chevalerie.
In de Almanach de Gotha van 2000 laat noch de chef van het Huis Hohenzollern-Sigmaringen noch de Koning van Roemenië in ballingschap de orde opnemen in de rij van grootmeesterschappen of onderscheidingen.
De orde Bene Merenti noemt zich op haar website niet zonder meer "soeverein", er is sprake van een "place of Sovereignty". Een van de ridders laat zich voorstaan op het lidmaatschap van de ""Souveränen Bene Merenti Orden".
Uiteraard is de orde nergens souverein. Veel pseudo-orden tooien zich in navolging van de Orde van Malta met dit begrip.
Er zijn de volgende balijen.
- Balije Oostenrijk in Salzburg
- Balije Letland, kanselier Almants de Polikevics
- Balije Noordrijn-Westfalen, kanselier Frank Spasojevic[7]
- Balije Georgia, kanselier Alphonso Richard Count de Maiorano

In een document op internet benoemt "Emanuel Joseph Prinz von Hohenzollern-Emden" de heer Peter von Heidendorff-Schuster de Medias
geboren op 26 januari 1959 tot zijn gevolmachtigde. Deze Peter Heidendorff noemt zich ook Zijne Doorluchtige Hoogheid Maximilian Fürst de Heidendorf, Herrenmeister van de Orde Bene Merenti.
Een biografie van Maximilian Prince de Heidendorf is te vinden op . De Almanach de Gotha heeft nooit gewag gemaakt van een prinselijk huis van die naam. De prins voert een wapen met de wapenmantel en vorstenhoed van het in 1806 opgeheven Heilige Roomse Rijk van de Duitse Natie.

## De graden van de orde
- 1. Klasse: Grosskomturkreuz mit Stern am Bande. Achter de naam mag men de letters GrKmtK/B/St/BMO voeren.
- 2. Klasse: Komturkreuz mit Krone. Achter de naam mag men de letters KmtK/BMO voeren.
- 3. Klasse: Ritterkreuz (Steckkreuz in Silber). Achter de naam mag men de letters RK/BMO voeren.
- Sonderklasse I: Grosskomturkreuz mit Smaragden mit Stern am Bande
- Sonderklasse II: Ritterkreuz (Steckkreuz in Silber) mit Smaragden

Dem Verdienstorden sind angegliedert Unsere Medaille BENE MERENTI mit folgenden Klassen:
- 1. Klasse: Medaille in Gold. Achter de naam mag men de letters GM/BMO voeren.
- 2. Klasse: Medaille in Silber. Achter de naam mag men de letters SM/BMO voeren.
- 3. Klasse: Medaille in Bronze. Achter de naam mag men de letters BM/BMO voeren.

Aan de hogere graden zijn volgens de statuten de adellijke titels van graaf en baron verbonden.
De Prince de Heidendorf heeft ook een zeilvereniging gesticht, de "Royal Yachting Club". Men mag tegen betaling een vlag met het kruis van de orde op zijn zeilboot voeren. Het jaartal "1911" op de vlag slaat op de stichtingsdatum van de jachtclub in Riga door Tsaar Nicolaas II.
De vlag is oranje met in het midden een afbeelding van een omkranst kruis van de Orde Bene Merenti dat op twee onttakelde ankers en een lauwerkrans is gelegd. Op de onderste kruisarm staat in gouden letters het jaartal "1911".